# Batracomorphus tithonus
Batracomorphus tithonus är en insektsart som beskrevs av Knight 1983. Batracomorphus tithonus ingår i släktet Batracomorphus och familjen dvärgstritar. Inga underarter finns listade i Catalogue of Life.